# Joachim Björklund
Joachim Björklund (Växjö, 1971. március 15. –) svéd válogatott labdarúgó.
A svéd válogatott tagjaként részt vett az 1994-es világ illetve az 1992-es és a 2000-es Európa-bajnokságon.

## Sikerei, díjai
IFK Göteborg
- Svéd bajnok (2): 1994, 1995

Rangers
- Skót bajnok (1): 1996–97
- Skót ligakupagyőztes (2): 1996–97

Valencia
- Intertotó-kupa győztes (1): 1998
- Spanyol kupagyőztes (1): 1998–99
- Spanyol szuperkupagyőztes (1): 1999

Svédország
- Világbajnoki bronzérmes (1): 1994
- Európa-bajnoki harmadik helyezett (1): 1992